# Memnon van Rhodos
Memnon van Rhodos (Rhodos, 380 v.Chr. - bij Mytilini (Lesbos), 333 v.Chr.) was een Griek, die dienstdeed als huurlingengeneraal in het Perzische leger. Hij vocht tegen Alexander de Grote in de Slag aan de Granicus en de belegering van Halikarnassos. Hij was een broer van Mentor die nog voor hem een grootse reputatie op had gebouwd als militair. Na de dood van zijn broer Mentor hertrouwde Memnon met diens weduwe Barsine.

## Achtergrond en vroege loopbaan
Zoals zijn naam al aangeeft, werd Memnon geboren op het eiland Rhodos. Aan het begin van zijn regering liet Artaxerxes III veel Griekse huurlingen werven. Ook Memnon deed dienst als huurling voor Perzië, integreerde in de Perzische cultuur, trouwde zich in in een adellijk geslacht en werd een echte Pers. 
Vermoedelijk vocht hij voor Artaxerxes III tegen de opstanden in de satrapieën Phoenicië en Syrië en de opstandige stadhouder van Sidon Artabazus en nam hij als veldheer deel aan de veldtochten in Klein-Azië en de verovering van Egypte en Cyprus als assistent van zijn broer Mentor van Rhodos. Memnon toonde zich een zeer bekwaam soldaat, werkte zich mede hierdoor in zeer hoog tempo op door de officiersrangen en werd uiteindelijk een hoge generaal.

## Tactiek tegen Alexander
Toen de Macedoniërs in 337 v.Chr. een inval deden onder Parmenion, Attalus, Amyntas en Andromenes kreeg Memnon van Darius III de opdracht ze te verslaan. Hij behaalde meerdere overwinningen en dreef de Macedoniërs terug over de Hellespont naar Thracië. Toen de Macedoniërs in 334 v.Chr. opnieuw een aanval deden onder Alexander de Grote, werd Memnon gekozen om ze te verslaan. Memnon zond zijn vrouw Barsine naar Darius III omdat ze daar veilig zou zijn en als onderpand voor zijn trouw, dus als gijzelaar. In de legervergadering stelde hij voor, om de tactiek van de verschroeide aarde toe te passen. Door zijn Griekse afkomst wist hij, dat Alexanders' grote zwakte was dat hij nauwelijks voorraden had en een snelle overwinning moest behalen, wilde hij zijn veldtocht voortzetten. De Perzische generaals echter stemden tegen, want ze vertrouwden op hun meerderheid en wilden geen verwoesting op eigen grondgebied. Daarop kreeg Memnon de taak hen op het vasteland te verslaan. Hij was een van de leidende generaals, maar Arsamer had het hoogste commando: hij was generaal van een groot leger van 10.000 ruiters, 100.000 Perzische voetsoldaten en 20.000 Griekse huurlingen.

## Slag bij Granicus
Bij de rivier de Granicus kwam het tot een treffen met de troepen van Alexander. Memnon slaagde er bijna in de Grieken te verslaan en stortte zichzelf met zijn zonen in de strijd. Uiteindelijk echter slaagde Alexander erin de cavalerie bij de flanken weg te lokken en deze grote verliezen toe te brengen. Ook doorbrak Alexander de frontlinie en trok generaal Parmenion met zijn leger over de oever van de rivier heen om de Perzen op de linkerflank aan te vallen. Er ontstond een grootschalige Perzische vlucht. Alexander liet de vluchtende soldaten afslachten of als slaven verkopen. Memnon trok zich met de restanten van zijn leger terug naar Halikarnassos.

## Belegering van Halikarnassos
Alexander trok naar Halikarnassos en belegerde ze. Alexander liet de slotgracht dempen en rolde belegeringstorens aan. Memnon trachtte die in brand te steken. Toen Alexander een bres in de omwalling maakte en de stad binnendrong, stak Memnon de stad in brand en vluchtte naar Kos. Memnon had Alexander wel vier maanden tijd gekost, waardoor Darius III een nieuw leger op de been kon brengen voor de Slag bij Issos. Alexander herstelde zijn bondgenote Ada van Karië als satraap van Karië.

## Verplaatsing van de strijd
Later bereidde Memnon zich in Phoenicië voor op een oorlog ter zee en invasie in Griekenland. Hij nam verschillende eilanden in, maakte een vloot klaar en viel Alexanders aanvoerlijnen aan. Tevens stuurde hij geld naar opstandige Griekse steden en naar Sparta, opdat ze hem zouden steunen. De situatie werd zeer gespannen en Alexander kwam diep in de problemen. Tijdens de belegering van de stad Mytilini op het eiland Lesbos, stierf Memnon van ziekte. Zijn zwager Pharnabazus, aan wie hij op zijn sterfbed het commando overdroeg, zette de invasie voort die echter uiteindelijk op niets uitliep omdat Antipater Griekenland afdoende verdedigde en Agis III versloeg in de slag bij Megalopolis in 330 v.Chr. dankzij geld dat Alexander hem stuurde en omdat Alexander de Perzen overwon in de slag bij Issos en de slag bij Gaugamela. Ondertussen was ook Barsine, de vrouw van Memnon te Damaskus in handen van Alexander gevallen en Alexander maakte ze tot zijn maîtresse.